# Kikō kantai Dairugger XV
Kikō kantai Dairugger XV (機甲艦隊ダイラガーXV?, Kikō kantai Dairagā Fifutīn) è una serie anime di tipo mecha, mandata in onda per la prima volta in Giappone tra il 1982 ed il 1983. Negli Stati Uniti ha subito pesanti modifiche per diventare parte della serie Voltron, nella sua seconda stagione; vari spezzoni di episodi sono stati inoltre inseriti e adattati a Golion (che in nessun modo è collegato ad esso). Prodotta da Toei Animation è trasmessa su TV Tokyo in 52 episodi.

## Trama
Il team Rugger è una squadra d'esplorazione e indagine interplanetaria, oltre che una forza posta a protezione e difesa della Terra; il presidente della Lega terrestre, trovandosi il pianeta in una fase di prosperità, avvia una missione di esplorazione della galassia dopo aver fatto fare la mappatura completa delle stelle. Poco dopo l'inizio della missione il gruppo, a bordo della nave spaziale "Rugger Guard", viene attaccato dall'Impero di Galveston.
Il Super Robot Dairugger deve difendere la navicella e la sua flotta dagli alieni nel tentativo di proseguire la missione affidata loro. Dopo i ripetuti rifiuti di accettare una convivenza pacifica, la nuova missione del gruppo diventa quella di trovare il pianeta Galveston e liberare il suo popolo oppresso dall'imperatore dispotico; infine, aiutare la popolazione a trovare un nuovo pianeta abitabile prima della totale distruzione di Galveston.

## Personaggi
Il Team è costituito da tre squadre (Aria, Mare e Terra) composte da cinque membri ciascuna

## Episodi
| Nº | Giapponese 「Kanji」 - Rōmaji                    | In onda           | In onda |
| Nº | Giapponese 「Kanji」 - Rōmaji                    | Giapponese        |         |
| 1  | 「緊急発進ダイラガー」 - Gekitotsu suru ginga    | 3 marzo 1982      |         |
| 2  | 「孤独な守備隊」 - Kodoku na shubitai            | 10 marzo 1982     |         |
| 3  | 「さらばアキレウス」 - Saraba akireusu           | 17 marzo 1982     |         |
| 4  | 「地獄への救助命令」 - Jigoku e no kyūjo meirei  | 24 marzo 1982     |         |
| 5  | 「実験惑星の攻防」 - Jikken wakusei no kōbō      | 31 marzo 1982     |         |
| 6  | 「流星雨に散れ」 - Ryūseiu ni chire              | 7 aprile 1982     |         |
| 7  | 「救援艦隊全滅」 - Kyūen kantai zenmetsu         | 14 aprile 1982    |         |
| 8  | 「二連星の亡霊」 - Ni rensei no bōrei            | 21 aprile 1982    |         |
| 9  | 「栄光の決死隊」 - Eikō no kesshitai             | 28 aprile 1982    |         |
| 10 | 「宇宙要塞奇襲さる」 - Uchū yōsai kishū saru     | 5 maggio 1982     |         |
| 11 | 「つかの間の休戦」 - Tsuka no ma no kyūsen       | 12 maggio 1982    |         |
| 12 | 「宇宙の樹海伝説」 - Uchū no jukai densetsu      | 19 maggio 1982    |         |
| 13 | 「心のなかの敵」 - Kokoro no naka no teki        | 26 maggio 1982    |         |
| 14 | 「反撃・地球艦隊」 - Hangeki chikyū kantai       | 2 giugno 1982     |         |
| 15 | 「宇宙会談決裂」 - Uchū kaidan ketsuretsu        | 9 giugno 1982     |         |
| 16 | 「二つの反逆」 - Futatsu no hangyaku             | 16 giugno 1982    |         |
| 17 | 「アシモフ帰還命令」 - Ashimofu kikan meirei     | 23 giugno 1982    |         |
| 18 | 「一触即発」 - Isshokusokuhatsu                  | 30 giugno 1982    |         |
| 19 | 「赤い月が昇る」 - Akai tsuki ga noboru          | 7 luglio 1982     |         |
| 20 | 「惑星Kの死闘」 - Wakusei k no shitō             | 14 luglio 1982    |         |
| 21 | 「立て、銀河警備軍」 - Tate, ginga keibi gun     | 21 luglio 1982    |         |
| 22 | 「テレス司令失脚」 - Teresu shirei shikkyaku     | 28 luglio 1982    |         |
| 23 | 「惑星K奪還作戦」 - Wakusei k dakkan sakusen     | 4 agosto 1982     |         |
| 24 | 「暴動・ガルベストン」 - Bōdō garubesuton        | 11 agosto 1982    |         |
| 25 | 「光芒惑星の苦闘」 - Kōbō wakusei no kutō        | 18 agosto 1982    |         |
| 26 | 「地惑星の罠」 - Chiwaku hoshi no wana           | 25 agosto 1982    |         |
| 27 | 「宇宙要塞攻略」 - Uchū yōsai kōryaku            | 1º settembre 1982 |         |
| 28 | 「エルドウの悲願」 - Erudora no higan            | 8 settembre 1982  |         |
| 29 | 「宇宙砦の反乱」 - Uchū toride no hanran         | 15 settembre 1982 |         |
| 30 | 「地球非常事態」 - Chikyū hijōjitai              | 22 settembre 1982 |         |
| 31 | 「敵司令部を探せ」 - Teki shireibu wo sagase     | 29 settembre 1982 |         |
| 32 | 「前線基地撃破」 - Zensen kichi gekiha           | 6 ottobre 1982    |         |
| 33 | 「新連合艦隊来援」 - Shin rengōkantai raien      | 13 ottobre 1982   |         |
| 34 | 「燃える空洞惑星」 - Moeru kūdō wakusei          | 20 ottobre 1982   |         |
| 35 | 「陸奥よ立ち直れ」 - Michinoku yo tachinaore     | 27 ottobre 1982   |         |
| 36 | 「必死の海中合体」 - Hisshi no kaichū gattai     | 3 novembre 1982   |         |
| 37 | 「消えたクウ・ラガー」 - Kieta kū ragaa          | 10 novembre 1982  |         |
| 38 | 「女隊長エンマ」 - Onna taichō enma              | 17 novembre 1982  |         |
| 39 | 「ラガーマンの涙」 - Ragaaman no namida          | 24 novembre 1982  |         |
| 40 | 「デノン少年と大鹿」 - Denon shōnen to dai shika | 1º dicembre 1982  |         |
| 41 | 「新大陸惑星発見」 - Shintairiku wakusei hakken  | 8 dicembre 1982   |         |
| 42 | 「危機迫る可住惑星」 - Kiki semaru kajū wakusei  | 15 dicembre 1982  |         |
| 43 | 「テレスとアシモフ」 - Teresu to ashimofu        | 22 dicembre 1982  |         |
| 44 | 「安芸チーム捕まる」 - Aki chiimu tsukamaru      | 29 dicembre 1982  |         |
| 45 | 「第3惑星を守れ」 - Dai 3 wakusei wo mamore      | 5 gennaio 1983    |         |
| 46 | 「探査基地陥落」 - Tansa kichi kanraku           | 12 gennaio 1983   |         |
| 47 | 「姿なき超兵器」 - Sugatanaki chōheiki           | 19 gennaio 1983   |         |
| 48 | 「第10番惑星突破」 - Dai 10 ban wakusei toppa    | 26 gennaio 1983   |         |
| 49 | 「絶対防衛圏進入」 - Zettai bōei ken shinnyū     | 2 febbraio 1983   |         |
| 50 | 「ガルベストン攻撃隊」 - Garubesuton kōgekitai   | 9 febbraio 1983   |         |
| 51 | 「地下都市大激戦」 - Chika toshi daigekisen      | 16 febbraio 1983  |         |
| 52 | 「銀河の夜明け」 - Ginga no yoake                | 23 febbraio 1983  |         |